# 티 인 더 파크
티 인 더 파크(T in the Park)는 스코틀랜드의 연간 음악 축제이다. 스코틀랜드의 대표 음악 축제이다. 축제 이름에서 "T"는 스코틀랜드의 양조 회사 테넌츠(Tennents)의 앞글자에서 따왔다. 원래 축제 기간은 이틀이었으나, 2007년부터 2016년까지는 3일동안 개최되었다.